# Villa Jovis
La villa Jovis est un site archéologique sur lequel se trouvent les vestiges de la probable résidence permanente de l'empereur Tibère de 27 à 37 sur  l'île de Capri dans la baie de Naples, après son abandon de sa villa de Sperlonga.
Située à 334 m d'altitude, sur  un éperon rocheux du mont Tiberio, son belvédère permet de visualiser tout un panorama qui va de la baie de Naples et du golfe de Salerne jusqu'aux terres du Cilento. Elle est la plus grande des douze villas tibériennes de Capri mentionnées par Tacite.

## Description
Aujourd'hui, en grande partie détruite, elle est caractérisée par une construction massive à plan carré faite de maçonnerie de type opus reticulatum  en tuf phlégréen datant du siècle d'Auguste, puis en opus incertum en calcaire local alterné de terre cotta, modifiée à l'époque de Tibère. 
L'ensemble des corps de bâtiments couvraient plusieurs terrasses de 7 000 m2 (sur un nivelé d'une quarantaine de mètres) auquel  doit être ajouté plus de 13 000 m2 de jardins et nymphées. Le  complexe impérial est centralisé autour d'un important impluvium constitué, entre autres, par quatre grandes citernes d'une capacité de plus de 8 000 m3. Les ailes nord et est du bâtiment abritaient les appartements privés de l'empereur, du côté ouest sur trois niveaux se trouvait le quartier des serviteurs, tandis que l'aile sud accueillait l'atrium et l'espace thermal. Plus au sud, isolée de la villa, se dresse la tour du phare utilisée sans doute pour communiquer par  signaux optiques avec la flotte impériale basée à Misène.
Proche aussi de la villa, c'est le lieu du célèbre « Saut de Tibère » (Salto di Tiberio), falaise du haut de laquelle, selon la légende populaire, l'empereur  y précipitait les esclaves et hôtes devenus trop encombrants.
Au cours des siècles, la villa a été démembrée de tous ses éléments architectoniques pour décorer des palais royaux ainsi que les salles de musées. En 1937, sous la direction d'Amedeo Maiuri, une campagne de fouilles archéologiques y est effectuée.  À l'intérieur du site archéologique de Villa Jovis se trouve la petite église Santa Maria del Soccorso.

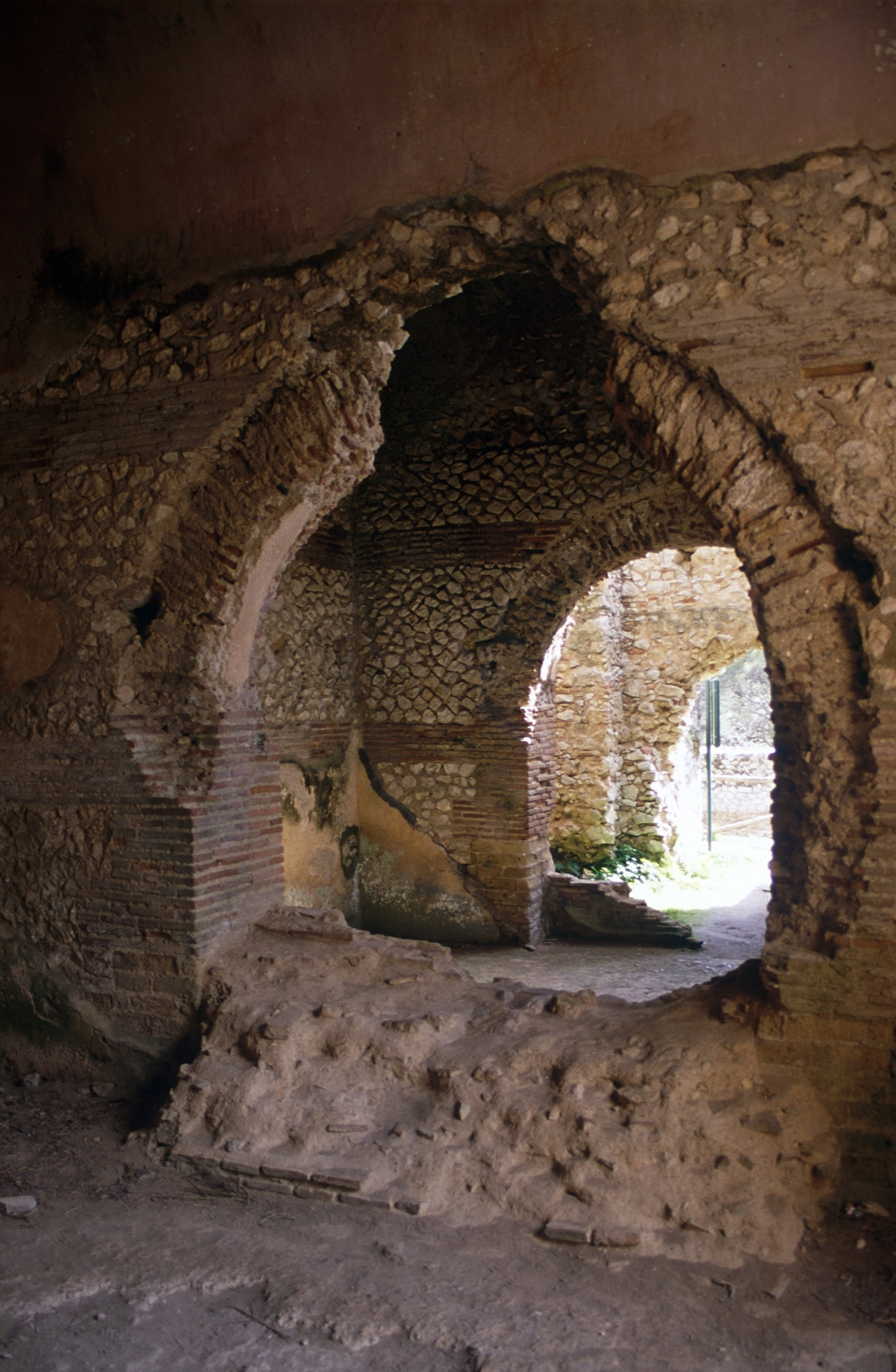
Structure souterraine.
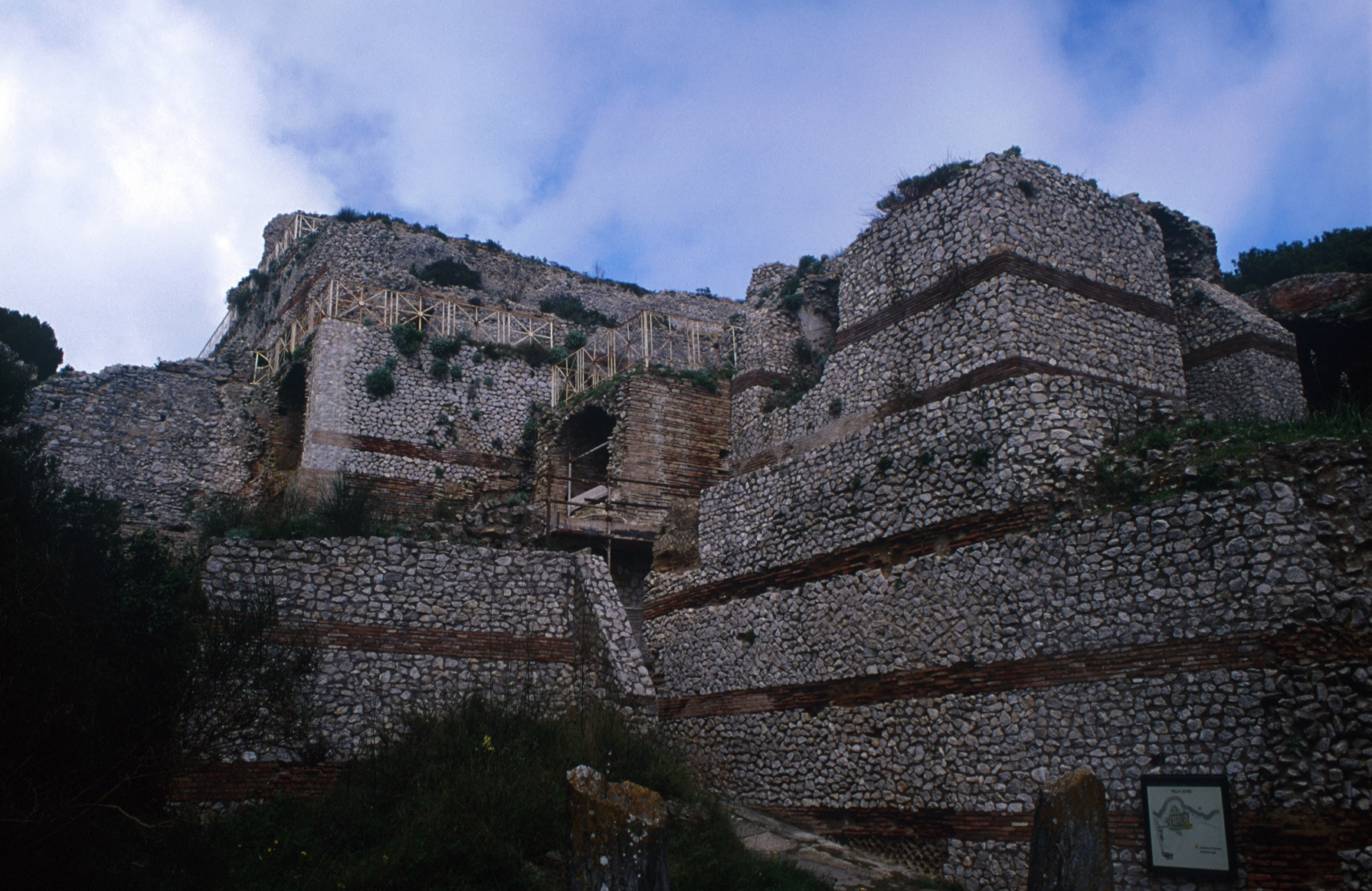
L'atrium.
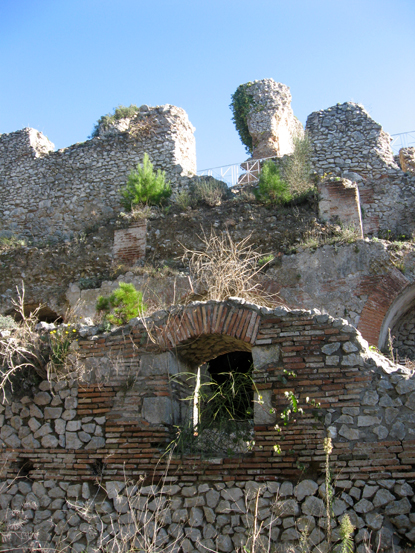
Niche (?).
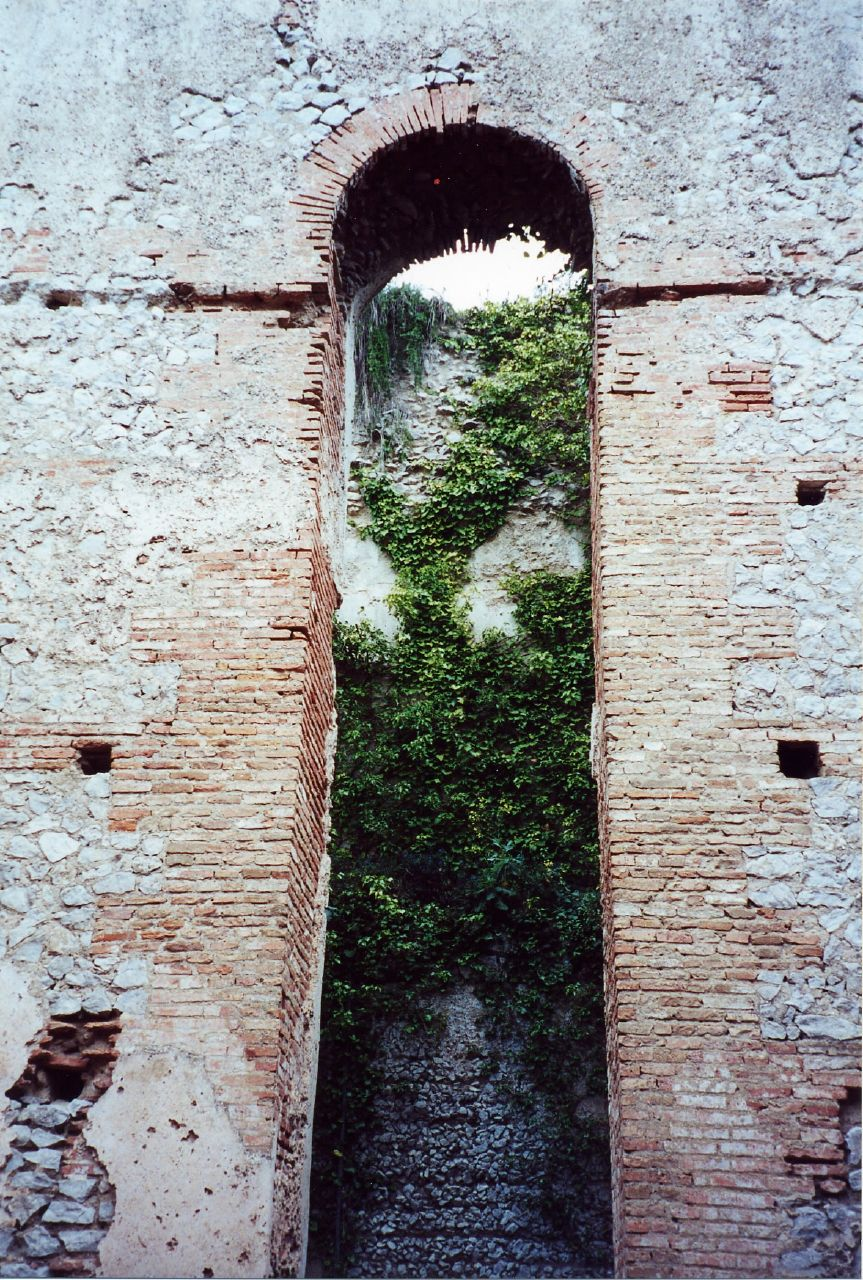
Haute arche.

## Sources et références
1. ↑  Capri tourisme
2. ↑  « Guide des Monuments Antiques de l'île de Capri », p. 14
3. ↑  (it) Pier Giovanni Guzzo, Amedeo Maiuri, vol. 67, Rome, Istituto dell'Enciclopedia Italiana, coll. « Dizionario Biografico degli italiani », 2006 (lire en ligne)